# Elvia Rodríguez Cirerol
Elvia Rodríguez Cirerol (1941 - 1998) fue una poetisa y escritora mexicana, nacida y fallecida en Mérida, Yucatán. Promotora de la cultura, enfocó su tarea primordial al ámbito de los derechos humanos, sobre todo de los niños y las mujeres. Colaboró con varios periódicos regionales como el Diario de Yucatán.

## Datos biográficos
Vivió en Columbus (Georgia) y en Coral Gables, Florida, en los Estados Unidos de América así como en la Ciudad de México, durante 12 años. Retornó a su estado natal donde realizó la mayor parte de su obra literaria.
Fundó y dirigió en 1989 la casa editorial Libro Abierto, desde la que apoyó la creación literaria, particularmente de escritores jóvenes y desconocidos. En esta editorial produjo la serie Los cuentos de los abuelos y la Guía turística para niños (Dzibilchaltún, la zona arqueológica del norte de Yucatán).
En 1991 editó en el Diario de Yucatán, una publicación coleccionable de Don Quijote de la Mancha que concluyó después de 90 publicaciones el 20 de septiembre de 1994. En este mismo rotativo publicó, en la misma época, la colección catorcenal, sabatina, Cuenta los cuentos que te cuento, en veinte títulos escritos por y para los niños.

## Obra
Entre los libros que publicó, los más conocidos son:
- Silencio quieto. (obra poética)
- David, llama por favor.
- Palabras sin destino.
- Aquel globo azul.
- El niño y el viejo. (traducido a varios idiomas)